# Passing of the Beast
Pour plus de détails, voir Fiche technique et Distribution.
Passing of the Beast est un film muet américain réalisé par Wallace Reid et sorti en 1914.

## Fiche technique
- Titre : Passing of the Beast
- Réalisation : Wallace Reid
- Scénario : W.B. Pearson
- Photographie :
- Montage :
- Producteur :
- Société de production : Nestor Film Company
- Société de distribution : Universal Film Manufacturing Company
- Pays d'origine :  États-Unis
- Langue : film muet avec les intertitres en anglais
- Format : Noir et blanc — 35 mm — 1,33:1 — Muet
- Genre : Film dramatique
- Durée : 10 minutes
- Dates de sortie : 
  -  États-Unis : 27 mai 1914

## Distribution
- Wallace Reid : Jacques, le bûcheron
- Dorothy Davenport : la femme du gendarme
- Joe King :  Gilbert, le gendarme
- John G. Blystone :
- William Steele :
- Phil Dunham :
- Edgar Keller :
- William Wolbert :